# Jagdpanzer 38
Der Jagdpanzer 38 war ein leichter Jagdpanzer, der für die deutsche Wehrmacht Ende des Zweiten Weltkrieges im Protektorat Böhmen und Mähren entwickelt und gebaut wurde. Der Panzer verwendete den modifizierten Antriebsstrang des ursprünglich tschechischen Panzerkampfwagens 38(t). Doch entfiel das (t) für die tschechoslowakische Herkunft des neuen Jagdpanzers bei der Einführung bei der Panzerjägertruppe, da der Großteil der Konstruktion, insbesondere auch die Fahrzeugwanne, vollständig neu war.
Aufgrund eines Missverständnisses wurde der Panzer während des Krieges vereinzelt als „Hetzer“ bezeichnet, die Nachkriegsliteratur verwendete primär diese Bezeichnung.

## Geschichte
Bei einem Luftangriff auf die Berliner Alkett-Werke am 26. November 1943 wurde die Fertigung des Sturmgeschütz III massiv getroffen. Kurzfristig fragte man seitens des OKH bei der Böhmisch-Mährischen Maschinenfabrik (BMM, vormals ČKD) in Prag an, ob eine Fertigung des StuG III möglich wäre. Am 6. Dezember wurde zurückgemeldet, dass man dort keine Nachbauten fertigen könne, da der Maschinenpark für die Abmessungen des 24-t-StuG nicht geeignet sei. Allerdings wäre man bei BMM in der Lage, einen neuen 13 t schweren leichten Jagdpanzer auf Basis eines modifizierten Fahrgestells des Panzerkampfwagens 38(t) zu fertigen.
Am 26. Januar 1944 wurde ein Holzmodell des „leichten Panzerjäger auf 38 (t)“ dem Heereswaffenamt (HWA) vorgestellt. Das HWA entschied, dass die gleiche 7,5-cm-PaK 39 einzubauen wäre, die auch im Jagdpanzer IV verwendet werden sollte. Ab März 1944 wurden die ersten Prototypen ausgeliefert. Schon im April lief bei BMM die Serienfertigung an und auch bei Škoda im Werk Königgrätz lief ab Juli 1944 die Fertigung an. Von September bis März 1945 wurden bei BMM monatlich mehr als 300 Stück und bei Škoda ab Dezember 1944 mehr als 300 Stück pro Monat gefertigt. In Summe wurden mehr als 2800 Fahrgestelle gebaut (Fahrgestell-Nr.: 321001–323000, 323001–?), die auch für Varianten verwendet wurden. Das Fahrzeug erhielt die Sonderkraftfahrzeug (Sd.Kfz) Nummer 138/2.

## Entwicklung
Die Konzeption des kurzfristig geplanten Fahrzeugs hatte neben der Verwendung von Bauteilen des Panzerkampfwagens 38 (t) und des projektierten Aufklärungspanzers Panzerkampfwagen 38 (t) neue Art die Vorgaben, dass eine Geschwindigkeit von 55–60 km/h zu erreichen sei, um die in dieser Gewichtsklasse zwangsläufig schwächere Panzerung einigermaßen durch Beweglichkeit auszugleichen.
Die Ober- und Unterwanne aus allseits abgeschrägten Panzerplatten mit einer Frontpanzerung von 60 mm und 20 mm Stärke im Rest wurden neu konstruiert, um ausreichend Platz für die große Hauptwaffe und deren Munition zu schaffen. Breitere Ketten und ein leistungsgesteigerter Motor sorgten für ausreichende Beweglichkeit des nun 16 Tonnen schweren Fahrzeugs.
Die rücklauflose 7,5-cm-Waffe, die anfangs angedacht war, stand beim kurzfristigen Produktionsbeginn nicht zur Verfügung und so wurde die halbautomatische 7,5-cm-PaK 39 L/48 mit einer weiterentwickelten Rohrbremse und elektrischer Abfeuerung eingebaut. Hierdurch konnte bei dem bereits kopflastigen Fahrzeug auf die schwere Mündungsbremse verzichtet werden. Für die Abwehr gegnerischer Infanterie verfügte der Jagdpanzer 38 über ein fast um 360° drehbares 7,92-mm-MG 34 (oder auch MG 42) mit Trommelmagazin auf dem Dach, welches der Kommandant über einen Abzug im Fahrzeug fernbedienen konnte. Zum Wechsel des Magazins musste der Kommandant seine Luke öffnen und mit dem Oberkörper herauskommen.
Der Jagdpanzer 38 war ein relativ kleines Fahrzeug mit sehr beengten Platzverhältnissen. Die wegen des Fahrerplatzes um 380 Millimeter nach rechts versetzte Kanone mit ihrer Saukopfblende reichte beträchtlich über den Bug hinaus. Günstig für die Aufgabe als Jagdpanzer, der aus einer Deckung heraus angreifende Fahrzeuge abwehren sollte, war die sehr niedrige Silhouette.
75 Fahrzeuge wurden von Dezember 1944 bis Januar 1945 an die ungarischen Streitkräfte geliefert.

## Der Name „Hetzer“

Entwurf E-10

Der Name „Hetzer“ wurde in erster Linie bekannt durch ein Memorandum von Heinz Guderian an Adolf Hitler. Laut diesem hätten deutsche Soldaten spontan diesen Spitznamen für den Panzer geprägt. Tatsächlich lag der Ursprung der Bezeichnung in der niemals verwirklichten E-Serie, die die existierenden deutschen Panzer – darunter den erst in Entwicklung befindlichen Jagdpanzer 38 – durch stärker standardisierte Modelle ersetzen sollte. Als Ersatz für den Jagdpanzer 38 war der Jagdpanzer E-10 vorgesehen, der den Projektnamen Hetzer erhielt. In den Škoda-Werken wurde der Name irrtümlich auf den Jagdpanzer 38 angewandt und in der ersten damit ausgestatteten Einheit verwendet, bis das Missverständnis nach einigen Wochen aufgeklärt wurde.
Auf Grundlage von Guderians Memorandum etablierte sich der prägnante Name in der Nachkriegsliteratur als die hauptsächliche Bezeichnung für den Panzer. Es handelte sich jedoch während des Zweiten Weltkrieges nie um eine verbreitete oder gar offizielle Benennung. Viele Autoren verwarfen den Namen als reinen Irrtum, für den es keinerlei weitere Hinweise auf zeitgenössischen Gebrauch gebe; vereinzelte Beispiele für Verwendung etwa in Kriegsberichten, auch noch bis Kriegsende, wurden jedoch ausfindig gemacht. In einer Anweisung mit „Einsatzgrundsätzen“ der Heeresgruppe Südukraine vom 6. September 1944 wird das Fahrzeug zum Beispiel „Panzerjäger-Sturmgeschütz 38T (Hetzer)“ genannt.

## Einsatz

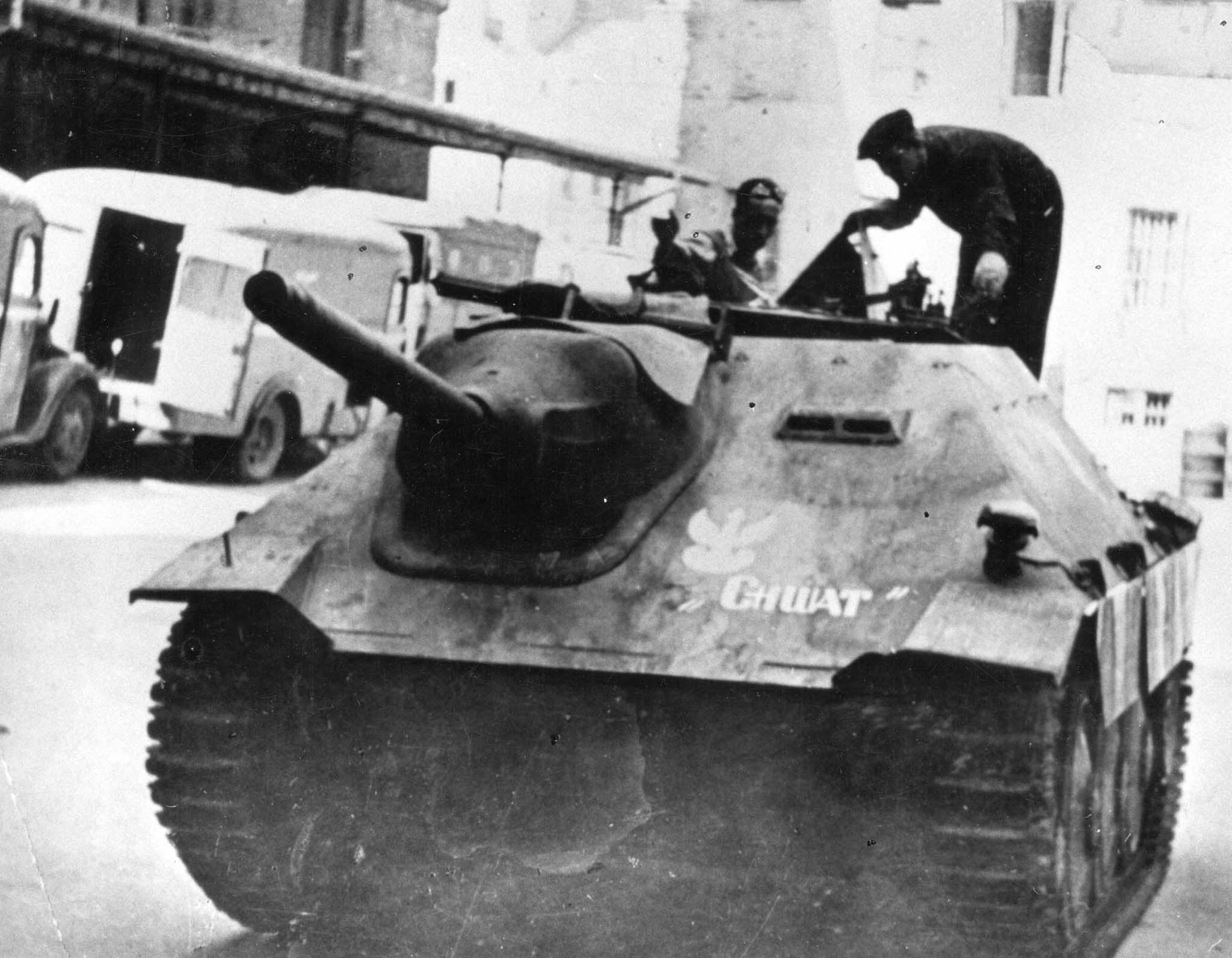
Ein von der Polnischen Heimatarmee erbeuteter Jagdpanzer 38 während des Warschauer Aufstands 1944

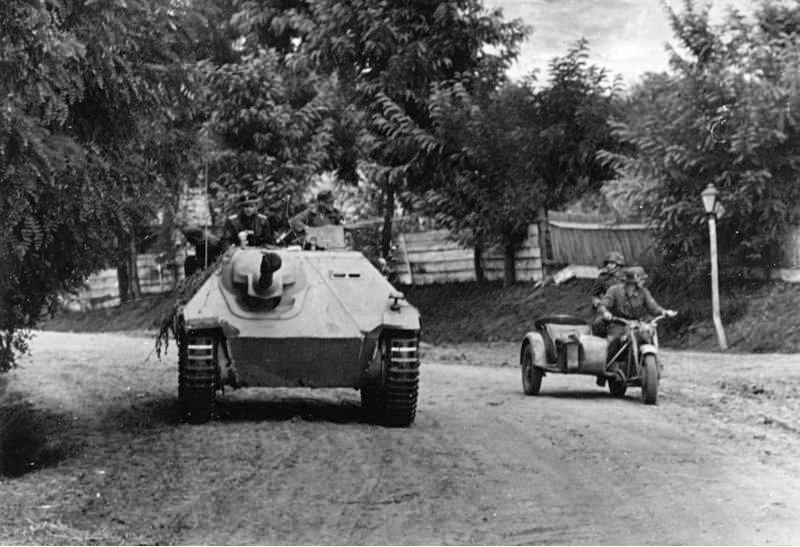
Jagdpanzer 38 der 8. SS-Kavallerie-Division „Florian Geyer“, Ungarn 1944

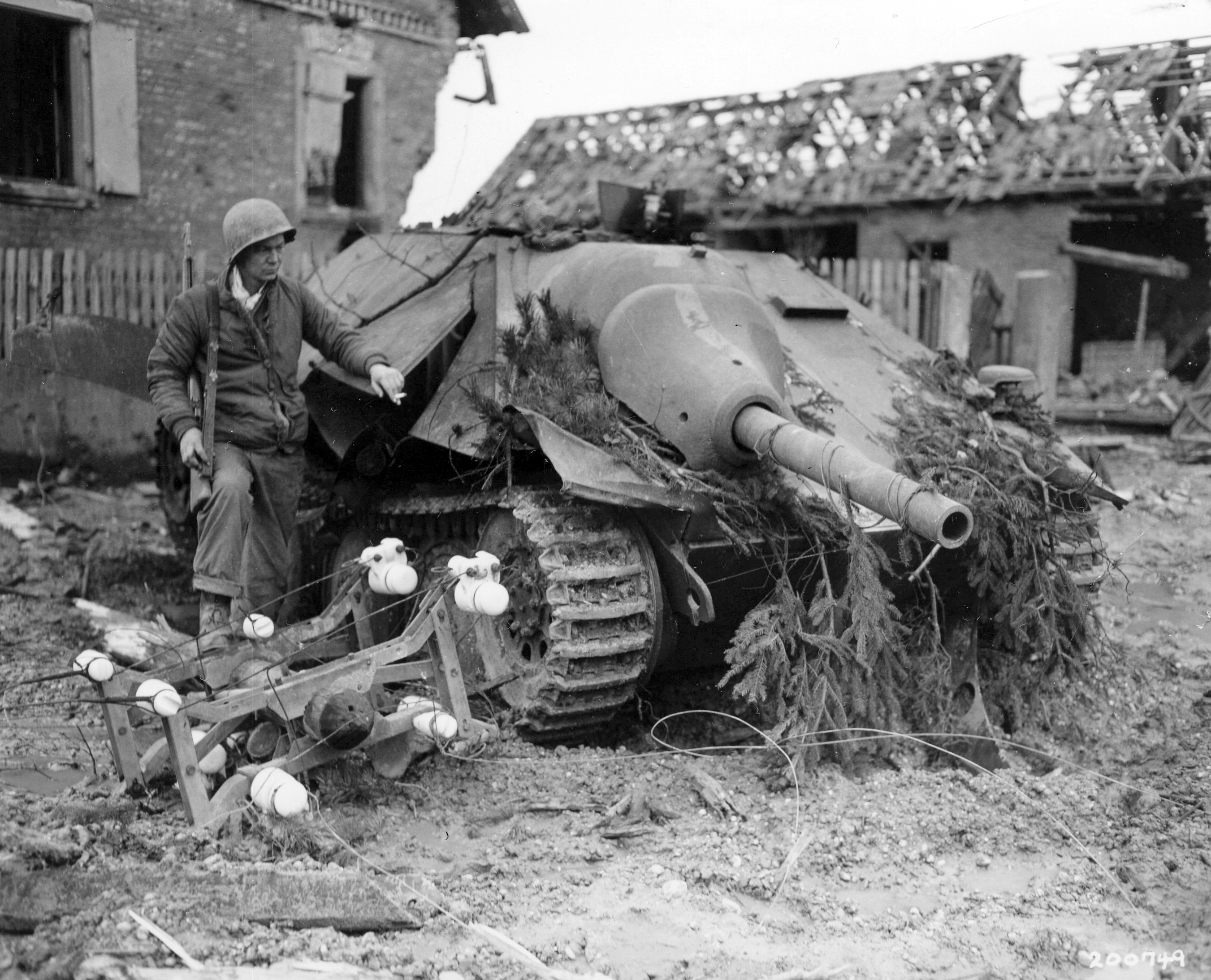
Zerstörter Jagdpanzer in Oberhoffen, Frankreich, 13. Januar 1945

Die ersten Jagdpanzer 38 gingen Beginn Juni 1944 zunächst für die Erprobung an die Truppenübungsplätze Hillersleben, Bergen, Wünsdorf, Kummersdorf, Berka und Putlos. Es wurden Tests vorgenommen und Dienstvorschriften für die Besatzungen erstellt. Sieben wurden der Panzerjäger-Schule Mielau für Ausbildungszwecke zugeteilt. Schon im Juli 1944 gingen je 45 Fahrzeuge an Kampfeinheiten, zunächst an die Heeres-Panzerjäger-Abteilungen 731 und dann an die H.Pz.Jg.Abt. 743, die kurz darauf beide an der Ostfront im Einsatz standen. Die Einheiten verfügten gemäß Kriegstärkenachweis 1149 über drei Kompanien mit 14 Fahrzeugen und einen Stab mit 3 Fahrzeugen. Der Kompanieführer-Jagdpanzer und zwei der Stabfahrzeuge waren als Befehlswagen mit dem stärkeren Funkgerät FU 8 mit Sternantenne ausgerüstet.
Am 10. April 1945 wurde letztmals ein Kriegsstärkebericht erstellt, der einen Überblick über den Bestand von Jagdpanzern 38 an allen Fronten gab:
- Ostfront – 486 einsatzbereit von 661
- Westfront – 79 einsatzbereit von 101
- Italien – 64 einsatzbereit von 76

Möglicherweise fehlen eine ganze Reihe von Fahrzeugen, da einzelne Einheiten keine Berichte mehr ablieferten oder abliefern konnten. Dennoch weisen die Zahlen darauf hin, dass die Fahrzeuge wartungsfreundlich und zuverlässig waren. Andererseits müssen angesichts der hohen Produktionszahlen die Verluste in diesen letzten Kriegsmonaten beträchtlich gewesen sein.

### Vor- und Nachteile beim Kampfeinsatz
Im Abwehrkampf bewährte sich der Jagdpanzer 38 ausgezeichnet. Die niedrige Silhouette erschwerte seine Entdeckung und Bekämpfung, die Formgebung war beispielhaft und seine Feuerkraft entsprach der des Panzers IV und des Jagdpanzers IV/48. Die ungewöhnlich stark abgeschrägte Frontpanzerung ließ die panzerbrechenden Granaten der weit verbreiteten Kanonenkaliber abprallen. Am 28./29. November 1944 bezeichnete Hitler in einer Rüstungskonferenz mit Albert Speer den Jagdpanzer 38 als einen „der größten Erfolge in der Waffentechnik dieses Krieges“. Er wurde an West- und Ost-Front genutzt. Obwohl der Panzer ursprünglich für den Abwehrkampf konzipiert war, wurde er auch bei Angriffsoperationen eingesetzt.
Der Jagdpanzer 38 war bei den Besatzungen nicht besonders beliebt, da es in dem kleinen Kampfraum sehr eng war. Der Schwenkbereich der Kanone betrug nur 16 Grad (11 Grad nach rechts und nur 5 Grad nach links), wodurch oft das seitliche Richten mit dem ganzen Fahrzeug erforderlich wurde. Hierzu musste in Bereitstellung der Motor laufen, was das Risiko erhöhte, entdeckt zu werden. Die Seitenpanzerung war mit 20 Millimetern so schwach, dass die Jagdpanzer schnell Opfer jeder Panzerabwehrwaffe wurden. Sogar die veralteten, in der Roten Armee aber immer noch mitgeführten Panzerbüchsen, reichten bereits aus, um das Fahrzeug zu zerstören. Sehr problematisch war, dass keines der Periskope die rechte Seite beobachten konnte. Hierdurch war die Besatzung im geschlossenen Fahrzeug auf dieser Seite vollständig blind, was die Besatzungen angesichts der generell schwachen Seitenpanzerung naturgemäß nervös machte.
Konzeptionell waren diese Jagdpanzer als mobile Panzerabwehr der Infanteriedivisionen vorgesehen, die damit in die Lage versetzt werden sollten, Panzerdurchbrüche in der eigenen Linie zu bereinigen und der eigenen angreifenden Infanterie Feuerschutz zu geben. Im Januar 1945 wurden die Jagdpanzer für die Aufstellung eines neuen Einheitstyps herangezogen. Die Panzer-Jagd-Brigade 104 verfügte über 6 Panzer-Jagd-Abteilungen zu je zwei Panzer-Jagd-Kompanien mit je 14 Jagdpanzer 38.

## Ausführungen
Durch die verhältnismäßig kurze Bauzeit gibt es keine grundsätzlich unterschiedlichen Ausführungen des Jagdpanzer 38. Allerdings wurden aufgrund von Truppenberichten und technischen Erfordernissen einige Korrekturen am Grundmodell vorgenommen. Diese sind vom Laien kaum zu identifizieren, da es sich um unauffällige Änderungen handelt. Doch grundsätzlich kann man zwischen folgenden Varianten unterscheiden.
- frühere Ausführung: schwere „Saukopf-Blende“, Gusskrümmer für den Auspuff, Ummantelung Auspufftopf, breite horizontale Abschleppvorrichtung
- mittlere Ausführung: leichtere „Saukopf-Blende“, Radscheiben der Laufrollen vergrößert und nur noch 32 Bohrungen, Krümmer aus Schweißblech, verkleinerte Kommandanten-Luke, Hitzeschutz am Auspuff weggefallen, Werkzeugkasten ohne Löcher
- spätere Ausführung: geänderte Fahrersichtluke, Radscheiben der Laufrollen mit nur 16 Bohrungen, Umlenkrolle mit sechs großen Bohrungen, Seitenschürzen vorn und hinten angeknickt, Auspuff durch Flammvernichter ersetzt, neue Gleiskette, neue Waffenblende

## Varianten
Die im Vergleich zu anderen deutschen Panzertypen schnell in großer Stückzahl zur Verfügung stehende Fahrzeugwanne des Jagdpanzer 38 regte zu einer Reihe weiterer Varianten, Umbauten und Projekte an.
- Bergepanzer 38 (Sd.Kfz. 136) – August 1944 bis Kriegsende, 181 produziert
- Jagdpanzer 38 (starr) – Oktober 1944, Nullserie von 14 Stück
- Flammpanzer 38 – Ende 1944, 20 Stück als Kleinserien-Umbau[15]
- 15-cm-sIG 33/2 (Sf) auf Jagdpanzer 38 – Dezember 1944 bis Februar 1945, 30 Stück (Kleinserie 24 neu, 6 Umbau)
- Jagdpanzer 38 (D) – März 1945, 2 Prototypen mit Dieselmotor
- 20-t-Dampfschlepper mit 6-Rollen-Laufwerk (Škoda) Fahrgestell 38 D – April 1945, 1 Erprobungsfahrzeug
- Rheinmetall-Borsig Waffenträger – Waffenträger mit verlängerter Kettenaufhängung des Jagdpanzer 38 – vermutlich 1 Prototyp
- Leichter Einheitswaffenträger von Ardelt

Es gab auch Versuche, die 7,5-cm-KwK 42 L/70 des Panther in den Jagdpanzer 38 (D) einzubauen. Einige Exemplare davon wurden hergestellt, die aber wegen ihrer extremen Kopflastigkeit nur bedingt einsatzfähig waren.

## Nachkriegsverwendung
Nach dem Kriegsende bauten die Škoda-Werke auf der Basis des Jagdpanzers 38 weitere Modelle für das tschechoslowakische Heer.

### Panzerjäger G13

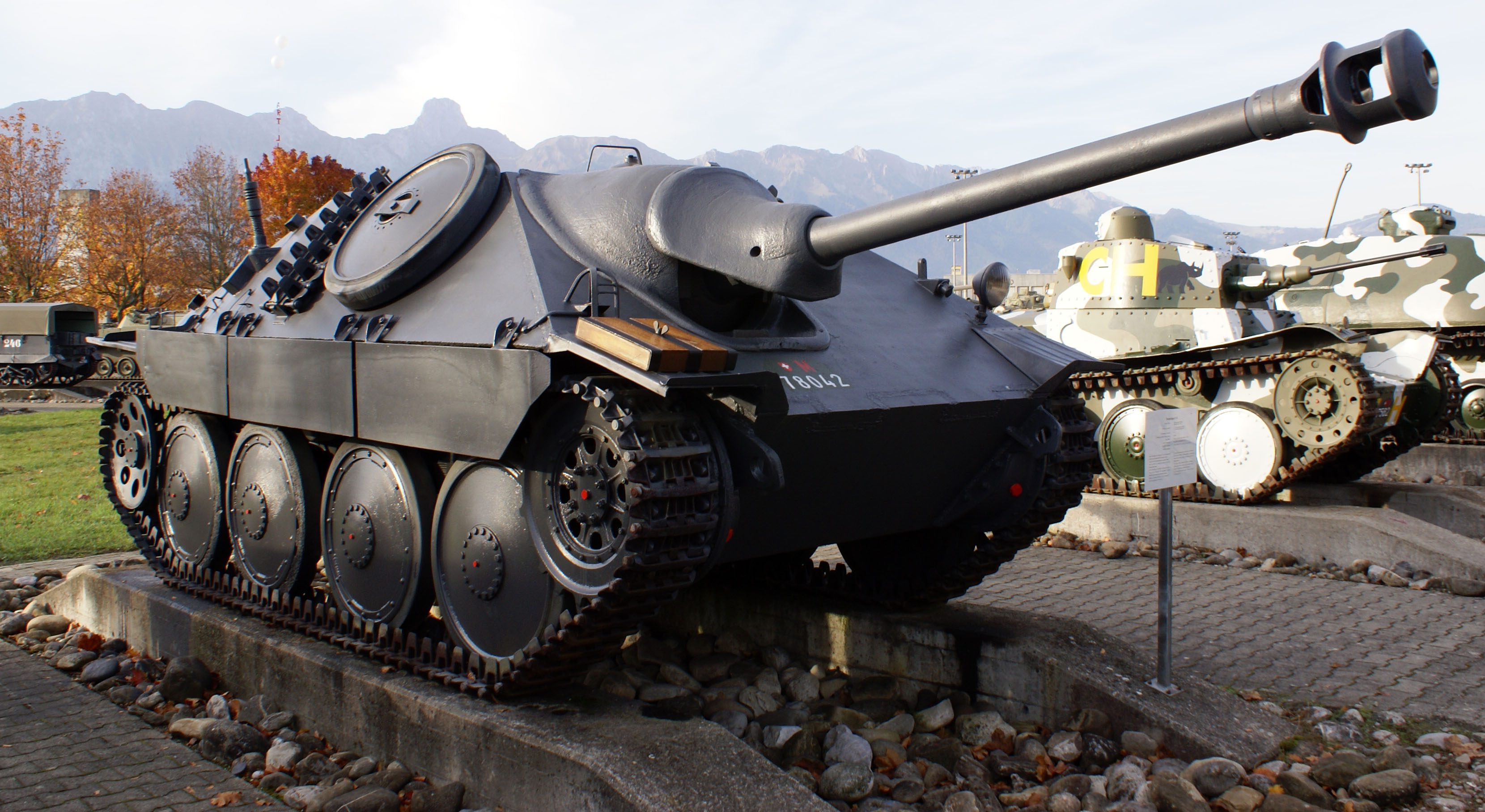
Panzerjäger G13 der Schweizer Armee im Panzermuseum Thun

Die Škoda-Werke erhielten aus der Schweiz einen Auftrag über 158 Fahrzeuge. Die Schweiz erachtete die kleinen, günstigen Fahrzeuge als gut für den Einsatz auf den engen Wegen und Straßen des Schweizer Berglandes geeignet. Diese wurden ab Oktober 1946 und bis Februar 1950 an die Schweizer Armee ausgeliefert, wo sie unter der Bezeichnung Panzerjäger G13 bis 1973 im Dienst blieben.
Nach der Produktionseinstellung in der Tschechoslowakei 1950 wurden zwischen 1952 und 1954 insgesamt 86 Panzer mangels Ersatzteilen auf den Schweizer Saurer-Arbon 8-Zylinder-Dieselmotor mit Allison-Getriebe umgerüstet.
Die wichtigsten Unterschiede des Panzerjägers G13 zum Jagdpanzer 38 waren:
- StuK L/48 des StuG III statt 7,5-cm-L/48-PaK 39 des Jagdpanzers 38
- das fernbedienbare MG wurde durch ein Rundblickperiskop ersetzt
- Kommandant und Ladeschütze tauschten im Innenraum die Plätze
- die Beleuchtungsanlage wurde geändert (es wurde u. a. ein drehbarer Scheinwerfer angebracht)
- die Benzinmotoren wurden nach und nach durch Dieselmotoren ersetzt
- Unterbringung von zahlreichen Ersatzteilen an der Wannenseite

## Erhaltene Exemplare

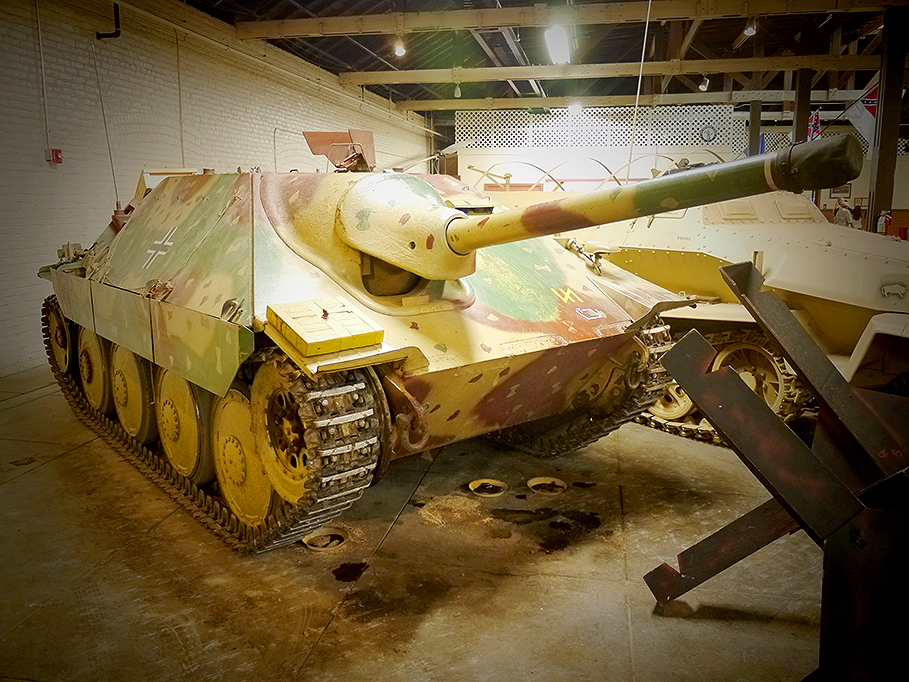
Jagdpanzer 38, ausgestellt im Texas Military Forces Museum in Austin, TX, USA

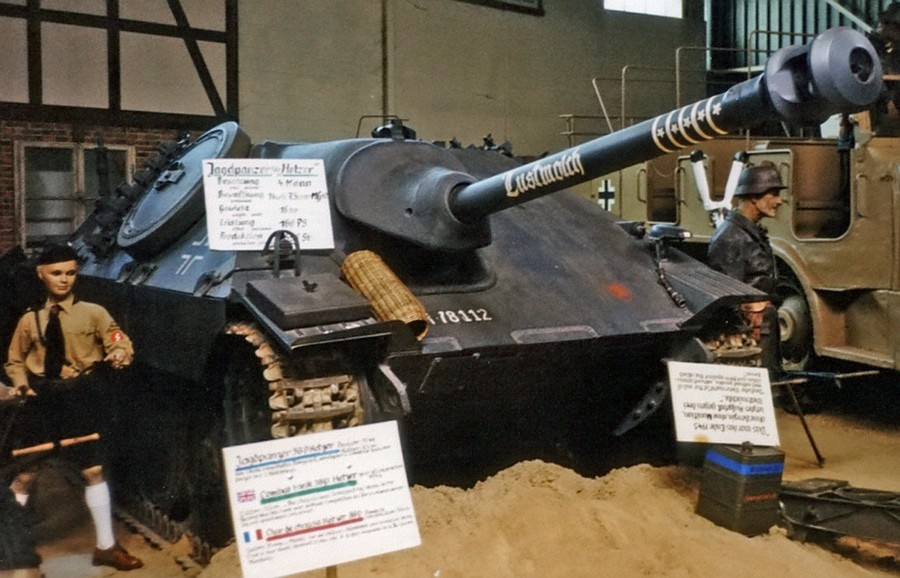
Jagdpanzer 38 (Schweizer Version G13) (Ausgestellt im Technikmuseum Sinsheim)

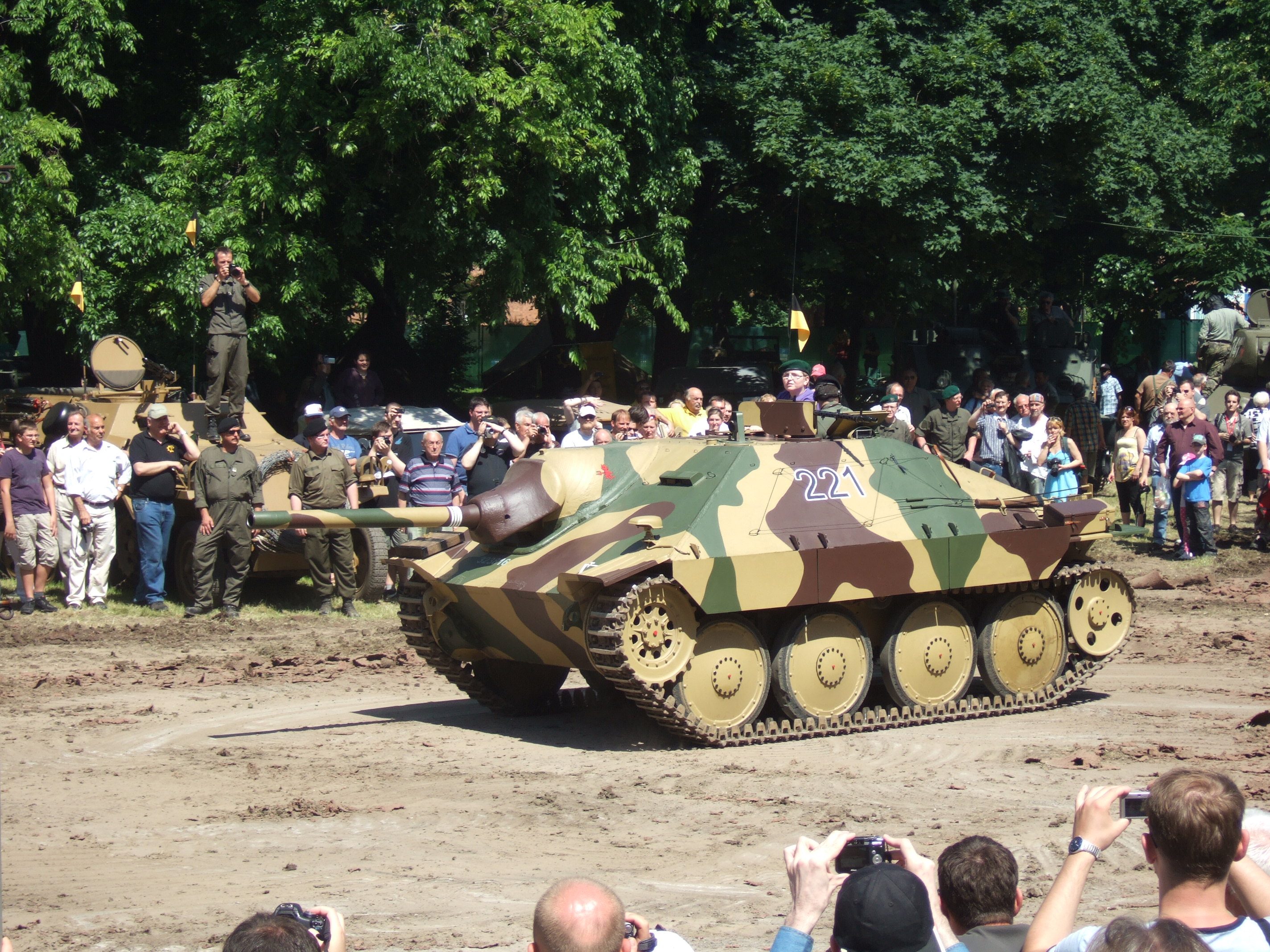
Fahrbereiter Jagdpanzer 38 (Schweizer Version G-13) des Heeresgeschichtlichen Museums in Wien

- Fahrbereiter Jagdpanzer 38 (Schweizer Version G-13) des Heeresgeschichtlichen Museums in WienHeeresgeschichtliches Museum, Wien, Österreich: Ein Exemplar der Schweizer G13-Produktionsserie aus dem Jahr 1945, das die frühe Fertigungsnummer 10 trägt, ist heute im Besitz des Museums. Betreut durch die Lehrsammlung der Panzertruppenschule des Österreichischen Bundesheeres in Zwölfaxing, ist es fahrbereit und wird jährlich bei der Veranstaltung Auf Rädern und Ketten dem Publikum vorgeführt.[20]
- Panzermuseum Thun, Schweiz (G13)
- Technik-Museum Sinsheim, Deutschland (G13)
- Worthington Tank Museum, CFB Borden, Ontario, Kanada
- Deutsches Panzermuseum, Munster, Deutschland (G13)
- Panzermuseum Kubinka, Russland
- Liberty Park, Overloon, Niederlande (G13)
- Texas Military Forces Museum, Austin, Texas, USA (G13)
- Schweizerisches Militärmuseum Full, Schweiz (G13)
- Schweizerisches Militärmuseum Full, Schweiz (Echter 38 T)
- Militärmuseum Wildegg, Schweiz (G13)
- Australian Armour & Artillery Museum, Smithfield, Queensland, Australien
- Musée des Blindés, Saumur, Frankreich (G13)
- Memorial Museum of the Battle of Normandy, Bayeux, Frankreich
- Schiessplatz Vugelles-La Mothe, Schweiz (G13)
- Brüssel, Musée Royal de l’Armée
- Wehrtechnische Dienststelle 91 Meppen G13 von 1945
- Mémorial Maginot de Haute-Alsace, Frankreich
- Vojenské technické muzeum Lešany, Tschechische Republik

## Trivia
Im Film Das Ultimatum (1977) wird ein G13 (als fiktiver blauer USAAF-Panzer) zum Angriff auf die Raketenbasis eingesetzt.